# ロバート・ラージ
ロバート・ラージ（Robert Large、1441年4月24日没）は、ロンドンの絹物商人。ロンドン市シェリフ、ロンドン市長、ロンドン市選挙区選出庶民院議員を歴任した。

## 生涯
絹物商人としては1431年と1436年に絹物商名誉組合マスターを務めた。またウィリアム・キャクストンが弟子入りしたことで知られる。
1429年7月29日、シティ・オブ・ロンドンのキャッスル・ベイナード区から選出されて長老議員に就任した。
1430年から1431年までロンドン市シェリフを務めた。
1435年に招集されたイングランド議会でロンドン市選挙区選出庶民院議員を務めた。
1439年から1440年までロンドン市長を務めた。
1441年4月24日に死去した。

## 家族
ラージの死後、その未亡人が1444年にロンドン市長ジョン・ゲドニー（John Gedney）と再婚した。
娘がロンドン市長サイモン・エア（Simon Eyre）の息子トマスと結婚した。

## 関連図書
- Large, David M. (2008). The Life and Family of Robert Large, Mercer (英語). Foundation for Medieval Genealogy. ISBN 978-0-9546812-2-7。

| イングランド議会 (en)                                               | イングランド議会 (en)                                                                         | イングランド議会 (en)                                                 |
| ------------------------------------------------------------------- | --------------------------------------------------------------------------------------------- | --------------------------------------------------------------------- |
| 先代 ジョン・ウェルズ ジョン・レインウェル ロバート・キャットワース | 庶民院議員（ロンドン市選挙区選出） 1435年 同職：ジョン・ミッチェル スティーブン・フォースター | 次代 ヘンリー・フローウィック ロバート・キャットワース ニコラス・ヨー |
| 市政職                                                              |                                                                                               |                                                                       |
| 先代 スティーブン・ブラウン                                         | ロンドン市長 1439年 – 1440年                                                                  | 次代 ジョン・ポーレット                                               |